# Ronald Hugh Morrieson
Ronald Hugh Morrieson (n. 29 ianuarie 1922 - d. 26 decembrie 1972) a fost un scriitor neozeelandez.